# Psychotria nigerica
Psychotria nigerica är en måreväxtart som beskrevs av Frank Nigel Hepper. Psychotria nigerica ingår i släktet Psychotria och familjen måreväxter. Inga underarter finns listade i Catalogue of Life.